# Гидротранспорт полезных ископаемых
Гидротра́нспорт поле́зных ископа́емых (гидротранспорт) — перемещение сыпучих и жидких материалов по трубам с помощью потока воды.

## Использование
Гидротранспорт полезных ископаемых является одним из видов трубопроводного транспорта, при котором потоки воды или смеси несут с собой по трубам сыпучие материалы, либо переносится с помощью нагнетателя однородная субстанция.
Этот вид транспортировки эффективен при перемещении:
- полезных ископаемых (угля, песка, гравия, нефти, растворов солей и многое другое) от места добычи к потребителю;
- отходов обогатительных фабрик;
- золы и шлака тепловых электростанций в отвалы;
- пустой породы к месту складирования и др.

Во многих схемах гидротранспорта имеются вертикальные или наклонные участки, например:
- подъём твердого материала из подземных выработок или со дна различных водоёмов при добыче полезных ископаемых;
- подъём жидкостей (воды, нефти и др.) на поверхность.

Как показали теоретические и экспериментальные исследования Донецкого национального технического университета и других научных центров, а также опыты эксплуатации созданных ими гидросистем, иногда весьма целесообразно использовать эрлифтные установки.